# Blade: Trinity (videojuego)
Blade: Trinity es un videojuego de acción basado en la película del mismo nombre desarrollado por Blue Beck y publicado por Mforma para teléfonos móviles con BREW y J2ME. Fue lanzado el 16 de diciembre de 2004.

## Trama
Blade: mitad humano, mitad vampiro y un temido cazador de vampiros. Debe rastrear a los humanos que colaboran con los vampiros y luego enfrentarte a las criaturas con su pandilla Nightstalkers: cazadores de vampiros humanos. El líder vampiro Danica ha resucitado a Drake, el vampiro original, y planean usar su sangre para hacer que todos los vampiros sean inmunes a la luz del día. Blade está encerrado porque ha matado a un humano disfrazado de vampiro. Pronto descubre que sus interrogadores, el Jefe Reede y el Dr. Vance, son esclavos de los propios vampiros.
Después de recopilar información en la estación de policía y el laboratorio del Dr. Vance, persigue a Drake por los tejados y finalmente se encuentra con él en las Torres Fénix.

## Jugabilidad
La acción se muestra con una perspectiva isométrica mientras Blade se mueve por diferentes ubicaciones. Al comienzo del juego, Blade solo puede golpear a los guardias, pero los miembros del equipo Abigail y Hannibal King proporcionan nuevas armas: una pistola con balas de plata, una espada y un arma arrojadiza. No todas las armas funcionan igual de bien con todos los enemigos, por lo que se tienen que usar estratégicamente. La salud se puede reponer con jeringas esparcidas. Para progresar, a menudo es necesario encontrar terminales de computadora para desbloquear las puertas. Estas entradas también se pueden bloquear con muebles para obstaculizar la entrada de enemigos. Un minimapa en la esquina superior izquierda muestra su posición y objetivos en todo momento.